# جيمي كوردينغ
جيمي كوردينغ (بالإنجليزية: Jamie Cording)‏ هو لاعب دوري الرغبي بريطاني، ولد في 30 ديسمبر 1989 في إنجلترا في المملكة المتحدة.